# História da Polónia (1918–1939)
A História do período entre-guerras da Polónia compreende a re-recreação do estado polaco independente em 1918, até à Invasão conjunta da Polónia pela Alemanha Nazi e a União Soviética em 1939, no início da Segunda Guerra Mundial. As duas décadas de soberania da Polónia entre as duas guerras mundiais são conhecidas como o Interbellum.
A Polónia reemergiu em novembro de 1918 depois de mais de um século de partições pelos impérios Austro-Húngaro, Alemão e Russo. A sua independência foi confirmada pelas potências vitoriosas através do Tratado de Versalhes de junho de 1919, e a maior parte do território conquistou as suas fronteiras em várias guerras travadas entre 1918 e 1921. A fronteiras da Polónia foram estabelecidas em 1922 e reconhecidas internacionalmente em 1923. A política polaca era democrática, mas encontrava-se caótica até Józef Piłsudski (1867-1935) ter tomado o poder em maio de 1926 e terminado com a democracia. A política de agrarianismo levou à redistribuição de terras aos camponeses e o país alcançou um crescimento económico significativo entre 1921 e 1939. Um terço da população consistia em minorias—ucranianos, judeus, bielorrussos e alemães—que eram hostis em relação a existência do estado polaco, devido a falta de privilégios ou, muitas vezes, discriminadas no caso dos ucranianos e bielorrussos que enfrentaram a "polonização". Havia tratados que supostamente os protegiam, mas o governo em Varsóvia, não estava interessado na sua aplicação.

## Leitura complementar

### De investigação
- Berend, Iván T. Decades of Crisis: Central and Eastern Europe before World War II (1998), comparisons with other countries
- Biskupski, M. B. The History of Poland. Greenwood, 2000. 264 pp. online edition
- The Cambridge History of Poland, (2 vols., Cambridge University Press, 1941) covers 1697–1935
- Davies, Norman. God's Playground. A History of Poland. Vol. 2: 1795 to the Present. Oxford: Oxford University Press, 1981.
- Davies, Norman. Heart of Europe: A Short History of Poland. Oxford University Press, 1984. 511 pp.
- Frucht, Richard. Encyclopedia of Eastern Europe: From the Congress of Vienna to the Fall of Communism Garland Pub., 2000 online edition
- Lerski, George J. Historical Dictionary of Poland, 966-1945. Greenwood, 1996. 750 pp. online edition
- Leslie, R. F. et al. The History of Poland since 1863. Cambridge U. Press, 1980. 494 pp.
- Lukowski, Jerzy and Zawadzki, Hubert. A Concise History of Poland. Cambridge U. Press, 2nd ed 2006. 408pp.
- Pogonowski, Iwo Cyprian. Poland: A Historical Atlas. Hippocrene, 1987. 321 pp. new designed maps
- Sanford, George. Historical Dictionary of Poland. Scarecrow Press, 2003. 291 pp.
- Stachura, Peter D. Poland, 1918-1945: An Interpretive and Documentary History of the Second Republic (2004) online
- Stachura, Peter D. ed. Poland Between the Wars, 1918-1939 (1998) essays by scholars
- Watt, Richard M. Bitter Glory: Poland and Its Fate, 1918-1939  (1998), comprehensive survey

### Política e diplomacia
- Cienciala, Anna M.,  and Titus Komarnicki. From Versailles to Locarno: keys to Polish foreign policy, 1919–25 (University Press of Kansas, 1984)
- Davies, Norman. White Eagle, Red Star: The Polish-Soviet War 1919-1920 and The Miracle on the Vistula (2003)
- Drzewieniecki, Walter M. "The Polish Army on the Eve of World War II," Polish Review (1981) 26#3 pp 54-64. in JSTOR
- Garlicki, Andrzej. Józef Piłsudski, 1867-1935 (New York: Scolar Press 1995), scholarly biography; one-vol version of 4 vol Polish edition
- Hetherington, Peter. Unvanquished: Joseph Pilsudski, Resurrected Poland, and the Struggle for Eastern Europe (2012) 752pp
- Jędrzejewicz, W. Piłsudski. A Life for Poland (1982), scholarly biography
- Karski, Jan. The great powers and Poland: From Versailles to Yalta (2014)
- Kochanski, Halik. The Eagle Unbowed: Poland and the Poles in the Second World War (2012)
- Polonsky, A. Politics in Independent Poland, 1921-1939: The Crisis of Constitutional Government (1972)
- Remak, Joachim. The Nazi Years: A Documentary History. Prospect Heights, IL: Waveland Press, 1990. Originally published Englewood Cliffs, NJ: Prentice-Hall, 1969. ISBN 978-1-4786-1006-9.
- Riekhoff, H. von.  German-Polish Relations, 1918-1933 (Johns Hopkins University Press 1971)
- Rothschild, J. Piłsudski's Coup d'État (New York: Columbia University Press 1966)
- Seidner, Stanley S. "The Camp of National Unity: An Experiment in Domestic Consolidation," The Polish Review 20 (2-3): 231-236
- Shirer, William L. The Rise and Fall of the Third Reich: A History of Nazi Germany. New York: Simon and Schuster, 2011. Originally published New York: Simon and Schuster, 1950. ISBN 978-1-4516-5168-3.
- Wandycz, P. S. Polish Diplomacy 1914-1945: Aims and Achievements (1988)
- Wandycz, P. S. Soviet-Polish Relations, 1917-1921 (Harvard University Press 1969)
- Wandycz, P. S. The United States and Poland (1980)
- Williamson, David G. Poland Betrayed: The Nazi-soviet Invasions of 1939 (2011), pp 1-62
- Zamoyski, Adam. Warsaw 1920: Lenin's Failed Conquest of Europe (2008)

### Tópicos sociais e económicos
- Abramsky, C. et al. eds. The Jews in Poland (Oxford: Blackwell 1986)
- Bartoszewski, W. and Polonsky, A., eds. The Jews in Warsaw. A History (Oxford: Blackwell 1991)
- Blanke, R. Orphans of Versailles. The Germans in Western Poland, 1918-1939 (1993)
- Gutman, Y. et al. eds. The Jews of Poland Between Two World Wars (1989).
- Heller, C. S. On the Edge of Destruction. Jews of Poland Between the Two World Wars (1977)
- Hoffman, E. Shtetl. The Life and Death of a Small Town and the World of Polish Jews (1999).
- Landau, Z. and Tomaszewski, J. The Polish Economy in the Twentieth Century (Routledge, 1985)
- Olszewski, A. K. An Outline of Polish Art and Architecture, 1890-1980 (Warsaw: Interpress 1989.)
- Roszkowski, Wojciech.  Landowners in Poland, 1918-1939 (Cambridge University Press, 1991)
- Roszkowski, Wojciech. "Large Estates and Small Farms in the Polish Agrarian Economy between the Wars (1918-1939)," Journal of European Economic History (1987) 16#1 pp 75-88
- Taylor, J. J. The Economic Development of Poland, 1919-1950 (Cornell University Press 1952)
- Thomas, William I., and Florian Znaniecki. The Polish Peasant in Europe and America (2 vol. 1918); classic sociological study; complete text online free
- Wynot, E. D. Warsaw Between the Wars. Profile of the Capital City in a Developing Land, 1918-1939 (1983)
- Żółtowski, A. Border of Europe. A Study of the Polish Eastern Provinces (London: Hollis & Carter 1950)

### Historiografia
- Kenney, Padraic. “After the Blank Spots Are Filled: Recent Perspectives on Modern Poland,” Journal of Modern History (2007) 79#1 pp 134–61, in JSTOR
- Polonsky, Antony. "The History of Inter-War Poland Today," Survey (1970) pp143–159.